# جون بريغز
جون بريغز (بالإنجليزية: John Briggs)‏ هو سياسي أمريكي، ولد في 8 مارس 1930 في داكوتا الجنوبية في الولايات المتحدة، وتوفي في 25 يناير 2019. حزبياً، نشط في الحزب الجمهوري. وقد انتخب عضو مجلس ولاية كاليفورنيا وانتخب عضو جمعية ولاية كاليفورنيا.